# Voce di petto
La voce di petto indica la voce impostata, utilizzata prevalentemente nel canto lirico.

## Modalità di emissione
La voce di petto, oltre che risuonare nel petto, utilizza come cassa di risonanza anche le cavità poste sopra le fosse nasali, ossia quelle dietro la zona frontale del cranio; è tecnicamente affine alla voce di testa, rispetto alla quale utilizza tuttavia una più ampia gamma di organi risuonatori. Alla voce di petto si contrappone il falsetto o il falsettone, le cui modalità di emissione sono diverse, ma è possibile collegare tra loro i due registri per aumentare l'estensione dell'uno o dell'altro, rispettivamente all'acuto o al grave. La voce di petto è più robusta della voce di falsetto.
Nella voce di petto pura le corde vocali, collegate da un lato all'angolo interno della cartilagine tiroide e dall'altro a uno dei bracci rotanti delle cartilagini aritenoidi, trasmettono il suono non solo, attraverso le vibrazioni ossee, ai risuonatori posti nella scatola cranica, ma anche ai muscoli sterno-tiroidei, i quali, collegati allo sterno, mettono quindi in vibrazione l'intera cassa toracica.
Un'emissione leggermente diversa è quella che in otorinolaringoiatria viene definita voce di diaframma (da non confondersi con la respirazione diaframmatica, che è invece comune a qualsiasi voce impostata), in cui l'uso dei risuonatori appare più limitato, con un maggiore utilizzo dell'appoggio diaframmatico nella produzione dei suoni.
La voce di petto, giungendo al registro acuto, acquista spesso caratteri di un'emissione mista, con un utilizzo sempre maggiore delle cavità craniche, sino a sfociare nella voce di testa

.

## Caratteri e utilizzo della voce di petto
La voce di petto pura permette di produrre suoni di grande intensità a partire da un modesto sforzo alle corde vocali. A seconda della tecnica impiegata e dell'altezza a cui vengono prodotti i suoni, questi possono acquisire un colore particolarmente scuro, dal carattere enfatico e caricaturale. Musicalmente, è infatti generalmente utilizzata nella produzione di suoni gravi e intensi. Utilizzata un tempo abitualmente dagli attori teatrali, che necessitavano di far udire la voce a grandi platee, spesso chiassose, attualmente viene adoperata di rado (spesso con intenti parodistici) a causa del suo carattere pomposo e artefatto. Le emissioni diaframmatiche o miste sono invece caratterizzate da una sonorità più naturale e gradevole all'ascolto, caratterizzate da una maggiore estensione verso l'alto, consentendo inoltre una maggiore articolazione drammatica, un buon controllo del timbro e dell'intensità e una più facile dizione, malgrado un volume sonoro lievemente inferiore, caratteri che rendono tali modalità di emissione consigliate non solo a cantanti e attori, ma anche a insegnanti, terapeuti e oratori.
La voce di petto acquista grandissima importanza soprattutto nel canto lirico. Utilizzata quasi esclusivamente dalle voci maschili, essa è tipica del registro basso-baritonale, del quale costituisce la modalità di emissione più utilizzata (tipiche voci di petto pure sono quelle di Martti Talvela e Nicolaj Ghiaurov). Nel registro medio superiore, corrispondente alla voce tenorile, la voce di petto vera e propria si utilizza raramente, ad esempio in ruoli spinti o da Heldentenor (Plácido Domingo, Wolfgang Windgassen) e viene sostituita da vari tipi di emissioni miste, sino a giungere a una voce quasi esclusivamente di testa (attraverso cosiddetti passaggi di registro), tipica dei tenori di grazia (Alfredo Kraus, Juan Diego Flórez e Luciano Pavarotti).

## Il do di petto
Con il termine celeberrimo di "do di petto" è stato, e continua a essere, impropriamente indicato il do4 eseguito dai tenori romantici e post-romantici con voce piena, laddove tale nota veniva precedentemente emessa in falsettone.